# Terra Incógnita (álbum de Congreso)
Terra Incógnita es el segundo álbum de Congreso, editado en 1975, bajo etiqueta EMI Odeón. Congreso adquiere por esos años, una conciencia social y política de lo que ocurría en Chile en los últimos años de la Unidad Popular y en los comienzos de la dictadura militar que se venía encima en 1973. Por efecto del Golpe de Estado de 1973, el proceso de grabación se vio truncado y el lanzamiento de este disco se retrasa dos años, siendo lanzado en 1975 con una difusión escasa debido a la censura, que impedía cualquier manifestación cultural. Sin embargo, se convierte en uno de los tres mejores discos del año, según revistas especializadas.
En abril de 2008, la edición chilena de la revista Rolling Stone situó a este álbum como el 13.º mejor disco chileno de todos los tiempos.

## Historia
A principios de 1973 Congreso, trabaja en lo que será su próximo disco, pero debido a la efervescencia política y social de aquellos años, lo único "nuevo" que se logra escuchar del grupo, es su cuarto EP titulado Entre la gente sencilla en 1972.
Con el Golpe de Estado de 1973, el lanzamiento de su segundo disco se pospone hasta 1975, debiendo antes, ser sometidos a los distintos controles censores de la época. Por suerte, gracias al excelente manejo de la metáfora, por parte de Francisco Sazo, este disco sale a la venta, aunque con muy escasa difusión. Sin embargo, gracias a este "retraso" en el lanzamiento, se integra al grupo Renato Vivaldi en Vientos y también se recopila más material que finalmente se edita con el nombre de Terra Incógnita.

## Música y lírica
Congreso, en este disco, muestra ya una evolución palpable en su sonoridad y en sus textos. Debido a la censura imperante por la dictadura recién instaurada, Francisco Sazo recurre a la metáfora para poder expresar sus mensajes y a la vez, evadir a los organismos censores.
En lo musical, Sergio "Tilo" González comienza ya a adquirir más protagonismo en las creaciones, ya que compone temas que se consideran himnos, como es el caso de «Vuelta y vuelta», que refleja el pensamiento de los jóvenes de aquella época. Fernando González, por su parte, compone canciones que se popularizan muy rápidamente, como «Dónde estarás» y «Romance».

## Lista de canciones
1. Donde Estarás. (Francisco Sazo, Fernando González)
2. Romance. (Francisco Sazo, Fernando González)
3. Los Maldadosos. (Sergio "Tilo" González (Francisco Sazo)
4. Canción de la Verónica. (Verónica Doerr, Renato Vivaldi, Fernando González)
5. El Torito. Congreso
6. Tus Ojitos. (Fernando González)
7. Juego. (Francisco Sazo, Sergio "Tilo" González)
8. Quenita, Violín. (Fernando González)
9. Vuelta y Vuelta. (Sergio "Tilo" González)
10. En Río perdí la Voz. (Sergio "Tilo" González)
11. Canción de Boda. (Francisco Sazo, Fernando González)
12. Canción de Reposo. (Francisco Sazo, Fernando Hurtado)
13. El Oportunista (Sencillo)
14. Entre la Gente Sencilla (Sencillo)

## Integrantes e invitados
- Francisco Sazo: Voz, flauta dulce, rondador y quena.
- Sergio "Tilo" González: Batería, percusión, piano y guitarra.
- Fernando González: Guitarra eléctrica y guitarra acústica.
- Patricio González: Guitarra de doce cuerdas, violoncelo.
- Fernando Hurtado: Voz, bajo eléctrico y acústico.
- Renato Vivaldi: Flauta traversa en do y sol, tarka y rondador.
- Patricio Acuña*: Invitado en charango.